# International Journal of African Historical Studies
O International Journal of African Historical Studies publica artigos revisados por pares sobre todos os aspectos da história africana. A revista foi criada em 1968 como EAfrican Historical Studies.